# Fabio Della Lagonessa

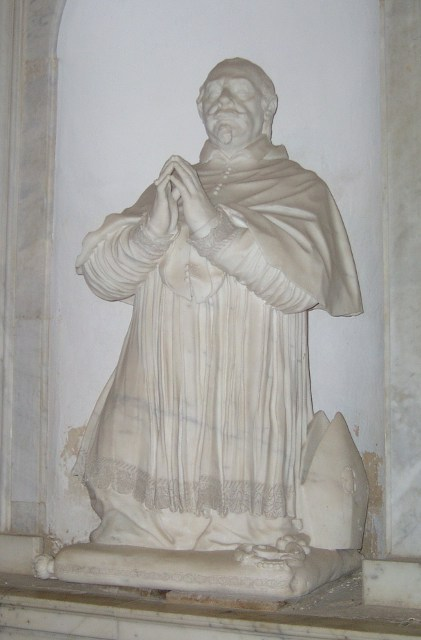
Patriarch Fabio Della Lagonessa (Grabmonument in der Abteikathedrale von Montevergine)

Fabio Della Lagonessa, auch Fabio de Lagonissa, Fabio Lagonissa oder Fabio della Leonessa (* 1584 oder 1585 in Neapel; † Februar 1659 ebenda) war ein italienischer Geistlicher, Erzbischof von Conza und Lateinischer Patriarch von Antiochia.

## Leben

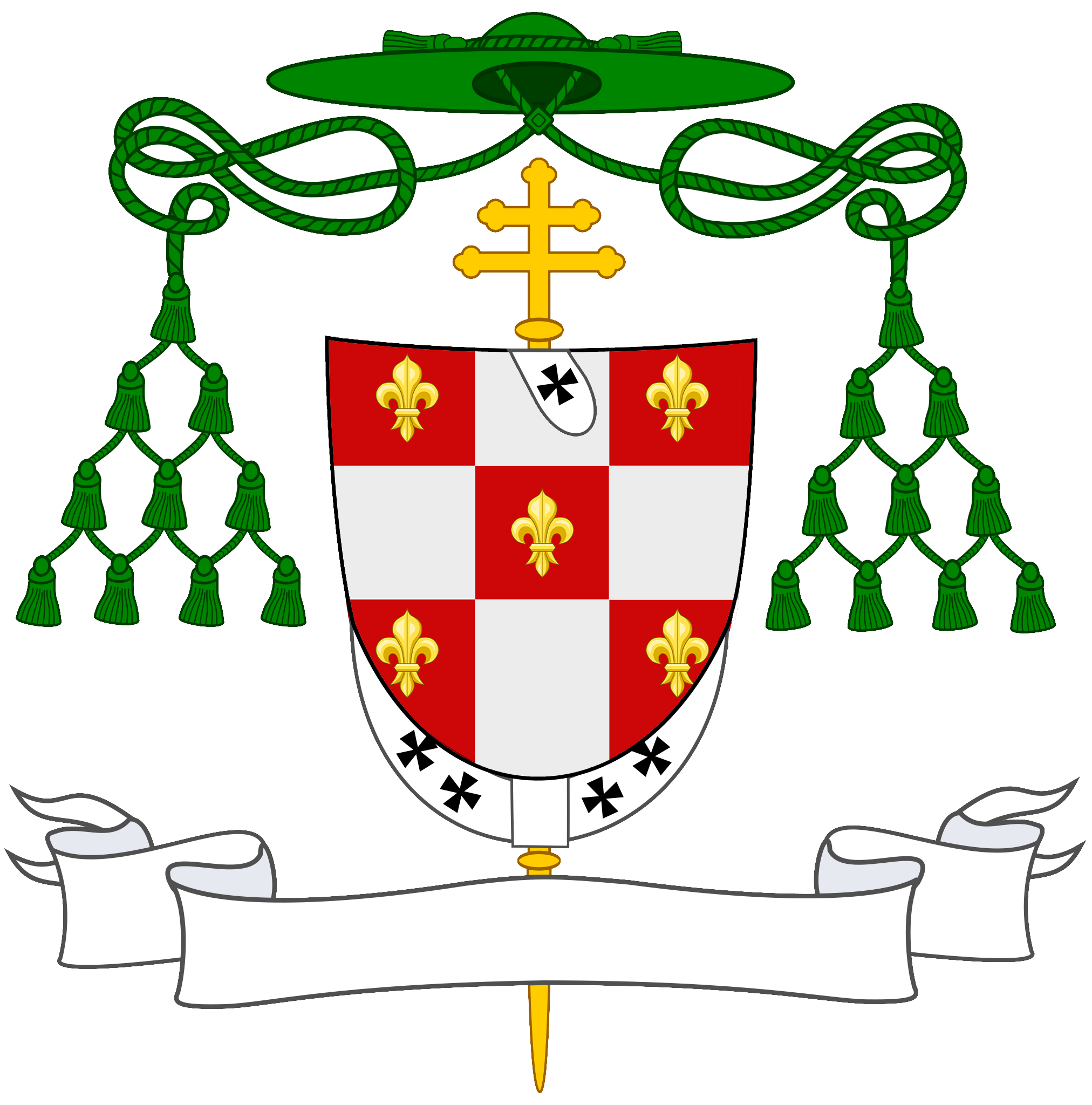
Erzbischofwappen (modernes Schema)

Fabio Della Lagonessa wurde am 14. März 1614 von Papst Paul V. zum Inquisitor in Malta ernannt. Obwohl er als streng galt, geriet er nie mit den Rittern des Malteserordens in Konflikt. Nach dem Tod von Bischof Tomás Gargal war er für eine Weile zudem Administrator der Diözese Malta. Er verließ Malta im Juni 1619 und wurde Konsultor der Römischen Inquisition. Am 25. Dezember 1621 empfing er die Priesterweihe.
Papst Gregor XV. ernannte ihn am 21. Februar 1622 zum Erzbischof von Conza. Die Bischofsweihe spendete ihm drei Tage später Ottavio Bandini, der Kardinalbischof von Palestrina; Mitkonsekratoren waren Paolo Emilio Filonardi, Erzbischof von Amalfi, und Alfonso Giglioli (Zilioli), Bischof von Anglona-Tursi.
Fabio Della Lagonessa wurde am 13. März 1627 zum Apostolischen Nuntius in Flandern ernannt. Am 20. November 1634 wurde er zum Lateinischen Patriarchen von Antiochia erhoben und verzichtete 1645 auf das Erzbistum Conza.
Sein monumentales Grab befindet sich in der zur Territorialabtei Montevergine gehörenden Kathedrale, das er 1652 dort selbst im Familiengrab anlegen ließ.